# Конюшки (Польща)
Конюшки (пол. Koniuszki) — село в Польщі, у гміні Фредрополь Перемишльського повіту Підкарпатського воєводства, у межах етнічної української території Надсяння.
Населення — 72 особи (2011).

## Географія
Село лежить за 6 км на північний схід від Фредрополя і за 9 км на південь від Перемишля.

## Історія
Село вперше згадується 30 червня 1418 р. в документі щодо розмежування Пикулич. Село входило до 1772 р. до складу Перемиського староства Перемишльської землі Руського воєводства.
У 1880 р. було 102 мешканці в селі та 5 у панському дворі (більшість — греко-католики), село належало до Перемишльського повіту Королівства Галичини та Володимирії Австро-Угорської імперії.
За часу Першої світової війни, а саме 1915 року, коли укріплювали Перемишльську фортецю, село було спалене австрійським військом. Спалили також церкву Різдва Пресвятої Богородиці, збудовану в 1903 р. — муровану.
Після розпаду Австро-Угорщини і утворення 1 листопада 1918 р. Західноукраїнської Народної Республіки це переважно населене українцями село Надсяння було окуповане Польщею. На 1.01.1939 в селі було 170 мешканців (з них 110 українців-грекокатоликів, 40 українців-римокатоликів, 10 поляків і 10 євреїв). Село входило до ґміни Германовичі Перемишльського повіту Львівського воєводства.
У міжвоєнний період у Конюшках була зведена в 1921 р. богослужбова каплиця Різдва Пресвятої Богородиці, яка належала до парафії в Горохівцях Нижанківського деканату Перемишльської єпархії УГКЦ.
Після початку Другої світової війни 13 вересня 1939 року війська Третього Рейху увійшли в село, та після вторгнення СРСР до Польщі 27 вересня увійшли радянські війська і Конюшки, що знаходяться на правому, східному березі Сяну, разом з іншими навколишніми селами відійшли до СРСР та ввійшли до складу утвореної 27 листопада 1939 року Дрогобицької області УРСР (обласний центр — місто Дрогобич). Під час війни було закінчене будівництво дерев’яної церкви Різдва Пресвятої Богородиці.
В березні 1945 року Конюшки, як і весь Перемишльський район включно з містом Перемишль зі складу Дрогобицької області передано Польщі. 1945 року українців добровільно-примусово виселяли в СРСР, решту — в 1947 р. на ті території в західній та північній частині польської держави (так звані повернені території), що до 1945 належали Німеччині (операція Вісла), а на їх місце заселено поляків.
У 1975-1998 роках село належало до Перемишльського воєводства.

## Демографія
Демографічна структура станом на 31 березня 2011 року:
|          | Загалом | Допрацездатний вік | Працездатний вік | Постпрацездатний вік |
| -------- | ------- | ------------------ | ---------------- | -------------------- |
| Чоловіки | 37      | 3                  | 30               | 4                    |
| Жінки    | 35      | 9                  | 19               | 7                    |
| Разом    | 72      | 12                 | 49               | 11                   |